# Stanisław Brochwicz
Stanisław Brochwicz (ur. 1910, zm. 1941 w Warszawie) – polski dziennikarz i pisarz, korespondent prasowy.

## Życiorys
Pochodził z rodziny mieszanej polsko-niemieckiej (ojciec był Polakiem, a matka Niemką).
W drugiej połowie lat trzydziestych był korespondentem „Polski Zbrojnej” w Wiedniu. Z powodu jawnych poglądów proniemieckich został odwołany w październiku 1938. Po powrocie do kraju nawiązał kontakty z Zygmuntem Cybichowskim, Bolesławem Piaseckim, Stanisławem Cimoszyńskim i Olgierdem Szpakowskim oraz uczestniczył w spotkaniach RNR Falanga. Brochwicz próbował przekonać działaczy „Falangi”, a szczególnie Piaseckiego, do współpracy z Niemcami przeciwko ZSRR, nawet jeśli oznaczałoby to wypowiedzenie lojalności władzom RP, co doprowadziło do ostrego konfliktu wewnątrz RNR Falanga w maju 1939 roku. Piasecki podejrzewał, że Brochwicz jest agentem niemieckim, kazał go śledzić i jego podejrzenia zdawały się potwierdzać, w związku z czym doniósł na Brochwicza polskiemu kontrwywiadowi wojskowemu, co doprowadziło do aresztowania w czerwcu 1939. Brochwicz został skazany na śmierć za szpiegostwo, ale wyroku nie wykonano. Został uwolniony z więzienia w Brześciu przez Niemców po zdobyciu przez nich twierdzy brzeskiej we wrześniu 1939 roku.

### Kolaboracja
Stanisław Brochwicz napisał o wydarzeniach wokół swojego aresztowania książkę Bohaterowie czy zdrajcy? Wspomnienia więźnia politycznego, która została wydana w 1940 roku przez oficjalne wydawnictwo w Generalnej Guberni.
Był najprawdopodobniej członkiem Narodowej Organizacji Radykalnej. Jest bardzo prawdopodobne, że w grudniu 1939 zadenuncjował Niemcom kilku działaczy „Falangi”, którzy zostali aresztowani (lecz później zwolnieni). Piastował stanowisko powiernika fabryki włókienniczej „Wola”, a potem, przeniesiony do Krakowa, pracował w Urzędzie Propagandy G.G. W drugiej połowie 1940 roku pisywał do okupacyjnego „Nowego Kuriera Warszawskiego” (pseudonim Henryk Zrąb). 
17 lutego 1941 został skazany przez sąd podziemny (nieoficjalny) na śmierć za kolaborację. Wyrok wykonano w początkach marca 1941 roku poprzez zasztyletowanie na schodach wiaduktu mostu Poniatowskiego w Warszawie.